# Tortilla de harina de trigo
En México y Centroamérica, una tortilla de harina o tortilla de trigo es un pan aplanado de harina de trigo, con manteca o mantequilla y sin levadura. Forma parte del repertorio alimenticio diario en el norte del país, a diferencia del centro y el sur, donde se acostumbra más las tortillas de maíz. A pesar de esto, las tortillas de harina son consumidas en todo el territorio mexicano, comúnmente, en las regiones donde se acostumbra comer tortillas de maíz, las tortillas de harina son utilizadas para preparar quesadillas. La tortilla de harina no solo se consume en México y Estados Unidos sino a lo largo de muchos otros países, sobre todo los países centroamericanos.
Un tipo similar, la tortilla de maíz estaba presente antes de la llegada de los europeos a América, y fue llamada tortilla debido a su forma, semejante a otras tortas de harina que se hacían en España. El nombre de tortilla para la de patata y huevo viene también de la forma, y no tiene nada que ver con los ingredientes.

## Historia
El origen de las tortillas de harina de trigo se encuentra en España, en específico en el periodo de la conquista árabe de la península ibérica. Durante este periodo la sociedad ibérica se vio bastante influenciada por la cultura, lengua y cocina de los pueblos musulmanes. De esta manera el rghaif o tortilla se volvió parte de la gastronomía de la península. Posteriormente cuando los españoles llegaron a América, en especial Juan Garrido llevaron consigo la receta de las tortillas que consistían en agua, harina y aceite como se puede consultar en recetarios del periodo andalusí.Mientras que en España las tortillas dejaron de consumirse, en América siguen formando parte de la dieta de varias regiones, en específico el Norte de México, El Salvador, Honduras (con las Baleadas), y el Sur de Estados Unidos.

## Diversos tipos
En México la tortilla de harina se emplea en distintos platillos y se emplea de distintas maneras, usualmente, las podemos conocer en burritos, Dobladas, quesadillas, sincronizadas, gorditas o tacos. Las tortillas de harina de trigo en el estado de Sinaloa son de un diámetro mucho más grande, pero las de mayor tamaño son las llamadas de "agua" ya que no llevan manteca. Popularmente se les llaman "sobaqueras" en el estado de Sonora de donde son originarias y típicas. De allí que algunos pueblos les llamen sábanas.
Las tortillas de Baja California utilizan manteca y sal para su masa mientras que algunas personas añaden requesón a la masa dándole un toque rico y especial a la tortilla. En Estados Unidos son famosas las Chimichangas y los burritos, de origen sonorense y chihuahense respectivamente, que utilizan este tipo de tortillas, pero con las tradiciones gastronómicas de los estados del sureste, en especial Texas y Nuevo México, dandoles un cambio a estos platillos respecto a los originales.

## Uso gastronómico
El uso gastronómico de la tortilla de harina se extiende alrededor de muchos estados de la república, tradicionalmente de los estados norteños. Su uso va desde la preparación de distintos tipos de tacos, popularmente de carne asada. También se emplea en la elaboración de otro tipo de platillos, como quesadillas, burritos, chimichangas, sincronizadas, entre otros. Es un alimento importante en la dieta de millones de mexicanos en el norte de la república  y el uso que se le da no solo se limita a los anteriores, ya que es un acompañante en diversas comidas típicas que se preparan tradicionalmente en la región.